# 벽동군 (대한민국)
벽동군(碧潼郡)은 대한민국 평안북도에 있는 대한민국의 군이다. 이북5도위원회가 관리하는 명목상의 행정 구역이다. 면적은 1,217.14km2로, 7면 46동으로 이루어져 있다. 군청소재지는 벽동면 이동이다.

## 행정 구역
| 읍면           | 면적(km2) | 동 숫자 | 동(洞)                                                                                                |
| -------------- | --------- | ------- | --- |
| 벽동면(碧潼面) | 205.17    | 10      | 일(一) 이(二) 상평(上平) 하평(下平) 평내(平內) 평외(平外) 동상(東上) 동하(東下) 상서(上西) 하서(下西) |
| 가별면(加別面) | 224.32    | 5       | 별하(別下) 별상(別上) 가상(加上) 가중(加中) 가하(加下)                                                |
| 권회면(鸛會面) | 231.52    | 6       | 권하(鸛下) 사상(社上) 사하(社下) 권상(鸛上) 회하(會下) 회상(會上)                                     |
| 성남면(城南面) | 172.64    | 6       | 남상(南上) 성상(城上) 성중(城中) 성하(城下) 남중(南中) 남하(南下)                                     |
| 송서면(松西面) | 163.3     | 7       | 송일(松一) 송이(松二) 송삼(松三) 송사(松四) 이서(二西) 연수(連水) 남(南)                              |
| 오북면(吾北面) | 96.39     | 4       | 북하(北下) 북상(北上) 오상(吾上) 오하(吾下)                                                           |
| 우시면(雩時面) | 123.8     | 8       | 우하(雩下) 우상(雩上) 우중(雩中) 시상(時上) 시하(時下) 성남(城南) 성북(城北) 발은(發銀)               |

## 참고 문헌
- “평안북도 시군 소개”. 이북5도위원회.
- “평안북도 기구 및 정원”. 이북5도위원회.

## 같이 보기
- 벽동군